# Rzeka (film)
Rzeka (ang. The River) – amerykański film obyczajowy z 1984 roku w reżyserii Marka Rydella.

## Główne role
- Mel Gibson – Tom Garvey
- Sissy Spacek – Mae Garvey
- Shane Bailey – Lewis Garvey
- Becky Jo Lynch – Beth Garvey
- Scott Glenn – Joe Wade
- Don Hood – Senator Neiswinder
- Billy Green Bush – Harve Stanley
- James Tolkan – Howard Simpson
- Bob W. Douglas – Hal Richardson
- Andy Stahl – Dave Birkin
- Lisa Sloan – Judy Birkin

## Nagrody i nominacje
Oscary za rok 1984
- Nagroda Specjalna za montaż dźwięku - Kay Rose
- Najlepsze zdjęcia - Vilmos Zsigmond (nominacja)
- Najlepsza muzyka - John Williams (nominacja)
- Najlepszy dźwięk - Nick Alphin, Robert Thirlwell, Richard Portman, David M. Ronne (nominacja)
- Najlepsza aktorka pierwszoplanowa - Sissy Spacek (nominacja)

Złote Globy 1984
- Najlepsza muzyka - John Williams (nominacja)
- Najlepsza aktorka dramatyczna - Sissy Spacek (nominacja)